# Джида (Забайкальский край)
Джида — опустевшее село в Балейском районе Забайкальского края России в составе сельского поселения «Ундино-Посельское».

## География
Село находится в западной части района, на правом берегу реки Унда на расстоянии примерно 40 километров по прямой на запад-юго-запад от города Балей. 
Климат
Климат характеризуется как резко континентальный с продолжительной холодной малоснежной зимой. Абсолютный минимум температуры воздуха самого холодного месяца (января) составляет −45,5 °C; абсолютный максимум самого тёплого месяца (июля) — 39,2 °C. Среднегодовое количество атмосферных осадков составляет 308,3 мм.
Часовой пояс
Село Джида находится в часовой зоне МСК+6. Смещение применяемого времени относительно UTC составляет +9:00.

## История
Основано в 1923 году.

## Население
Постоянное население составляло 23 человека в 2002 году (русские 100%), 0 человек в 2010 году.